# Мінерал-Пойнт (містечко, Вісконсин)
Мінерал-Пойнт (англ. Mineral Point) — місто (англ. town) в США, в окрузі Айова штату Вісконсин. Населення — 974 особи (2020).

## Демографія
Згідно з переписом 2010 року, у місті мешкали 1033 особи в 364 домогосподарствах у складі 284 родин. Було 399 помешкань
Расовий склад населення:
| - 98,5 % — білих - 0,2 % — чорних або афроамериканців - 0,1 % — азіатів |

До двох чи більше рас належало 0,7 %. Частка іспаномовних становила 0,6 % від усіх жителів.
За віковим діапазоном населення розподілялося таким чином: 31,1 % — особи молодші 18 років, 58,1 % — особи у віці 18—64 років, 10,8 % — особи у віці 65 років та старші. Медіана віку мешканця становила 39,6 року. На 100 осіб жіночої статі у місті припадало 103,3 чоловіків;  на 100 жінок у віці від 18 років та старших — 106,4 чоловіків також старших 18 років.
Середній дохід на одне домашнє господарство  становив 95 326 доларів США (медіана — 66 250), а середній дохід на одну сім'ю — 113 643 долари (медіана — 86 500). Медіана доходів становила 50 804 долари для чоловіків та 37 188 доларів для жінок. За межею бідності перебувало 13,8 % осіб, у тому числі 22,4 % дітей у віці до 18 років та 2,5 % осіб у віці 65 років та старших.
Цивільне працевлаштоване населення становило 488 осіб. Основні галузі зайнятості: роздрібна торгівля — 23,4 %, освіта, охорона здоров'я та соціальна допомога — 15,4 %, сільське господарство, лісництво, риболовля — 13,9 %.